# AFC Ajax in het seizoen 2001/02
Ajax speelde in het seizoen 2001/02 in de Eredivisie. Ajax eindigde de competitie op een eerste plaats en het werd daarmee voor de 28e maal landskampioen. Daarnaast veroverde de Amsterdamse club tevens de KNVB Beker.

## Eindstand
| pos | club             | gs | w  | g  | v  | pnt | dv | dt | ds  |
| --- | ---------------- | -- | -- | -- | -- | --- | -- | -- | --- |
| 1.  | Ajax             | 34 | 22 | 7  | 5  | 73  | 73 | 34 | 39  |
| 2.  | PSV              | 34 | 20 | 8  | 6  | 68  | 77 | 32 | 45  |
| 3.  | Feyenoord        | 34 | 19 | 7  | 8  | 64  | 68 | 29 | 39  |
| 4.  | sc Heerenveen    | 34 | 17 | 9  | 8  | 60  | 57 | 27 | 30  |
| 5.  | Vitesse          | 34 | 16 | 12 | 6  | 60  | 45 | 34 | 11  |
| 6.  | NAC              | 34 | 15 | 9  | 10 | 54  | 55 | 52 | 3   |
| 7.  | FC Utrecht       | 34 | 14 | 9  | 11 | 51  | 60 | 51 | 9   |
| 8.  | RKC Waalwijk     | 34 | 14 | 6  | 14 | 48  | 49 | 44 | 5   |
| 9.  | N.E.C.           | 34 | 13 | 6  | 15 | 45  | 38 | 59 | −21 |
| 10. | AZ               | 34 | 12 | 7  | 15 | 43  | 43 | 45 | −2  |
| 11. | Willem II        | 34 | 10 | 13 | 11 | 43  | 54 | 61 | −7  |
| 12. | FC Twente        | 34 | 10 | 12 | 12 | 42  | 41 | 41 | 0   |
| 13. | Roda JC          | 34 | 11 | 8  | 15 | 41  | 33 | 45 | −12 |
| 14. | De Graafschap    | 34 | 10 | 7  | 17 | 37  | 43 | 55 | −12 |
| 15. | FC Groningen     | 34 | 10 | 7  | 17 | 37  | 40 | 59 | −19 |
| 16. | FC Den Bosch     | 34 | 8  | 9  | 17 | 33  | 40 | 55 | −15 |
| 17. | Sparta Rotterdam | 34 | 4  | 12 | 18 | 24  | 26 | 75 | −49 |
| 18. | Fortuna Sittard  | 34 | 3  | 8  | 23 | 17  | 27 | 71 | −44 |

### Legenda
| Kleur | Kwalificatie voor                                    |
| ----- | ---------------------------------------------------- |
|       | Groepsfase Champions League                          |
|       | Derde voorronde Champions League                     |
|       | UEFA Cup                                             |
|       | Derde ronde van de Intertoto Cup                     |
|       | Verliezend finalist KNVB Beker, UEFA Cup             |
|       | Tweede ronde van de Intertoto Cup                    |
|       | Nacompetitie tegen degradatie naar de Eerste divisie |
|       | Degradatie naar de Eerste divisie                    |

## Wedstrijden

### Eredivisie
| Tegenstander     | Thuis | Uit |
| ---------------- | ----- | --- |
| AZ               | 1-0   | 0-0 |
| De Graafschap    | 4-0   | 1-1 |
| FC Den Bosch     | 2-0   | 1-0 |
| FC Groningen     | 4-3   | 4-1 |
| FC Twente        | 4-2   | 2-0 |
| FC Utrecht       | 1-0   | 1-3 |
| Feyenoord        | 1-1   | 2-1 |
| Fortuna Sittard  | 4-0   | 1-1 |
| NAC              | 1-3   | 1-0 |
| N.E.C.           | 5-0   | 2-0 |
| PSV              | 1-3   | 1-1 |
| RKC Waalwijk     | 3-1   | 2-0 |
| Roda JC          | 1-1   | 1-1 |
| sc Heerenveen    | 2-0   | 1-5 |
| Sparta Rotterdam | 3-0   | 4-0 |
| Vitesse          | 5-1   | 1-3 |
| Willem II        | 4-1   | 3-1 |

In de tweede en derde kolom staan de uitslagen. De doelpunten van Ajax worden het eerst genoemd.

### Europa

#### Champions League-voorronde
| No. | Thuis     | Res. | Uit       | Doelpunten Ajax |
| --- | --------- | ---- | --------- | --------------- |
| 1   | AFC Ajax  | 1-3  | Celtic FC | Arveladze       |
| 2   | Celtic FC | 0-1  | AFC Ajax  | Wamberto        |

#### UEFA Cup-voorronde
| No. | Thuis            | Res. | Uit              | Doelpunten Ajax                        |
| --- | ---------------- | ---- | ---------------- | -------------------------------------- |
| 1   | AFC Ajax         | 2-0  | Apollon Limassol | Ibrahimović en Machlas                 |
| 2   | Apollon Limassol | 0-3  | AFC Ajax         | Van der Vaart, Ibrahimović en Wamberto |
| 3   | FC Kopenhagen    | 0-0  | AFC Ajax         | –                                      |
| 4   | AFC Ajax         | 0-1  | FC Kopenhagen    | –                                      |

### Amstel Cup
| Ronde          | Thuis      | Res. | Uit            | Doelpunten Ajax                                     |
| -------------- | ---------- | ---- | -------------- | --------------------------------------------------- |
| Achtste finale | AFC Ajax   | 4-3  | RBC Roosendaal | Van der Vaart, Bergdølmo, Van der Meyde en Wamberto |
| Kwartfinale    | AFC Ajax   | 4-0  | FC Groningen   | Van der Vaart, Wamberto en Machlas (2x)             |
| Halve finale   | AFC Ajax   | 3-0  | PSV            | Bergdølmo, Galásek en Van der Meyde                 |
| Finale         | FC Utrecht | 2-3  | AFC Ajax       | Mido, Wamberto en Ibrahimović                       |

## Selectie

### Eerste elftal
De selectie staat op alfabetische volgorde.
| No. | Positie | Speler             |
| --- | ------- | ------------------ |
| 1   | DM      | Fred Grim          |
| 2   | V       | Ferdi Vierklau     |
| 3   | V       | André Bergdølmo    |
| 4   | M       | Tomáš Galásek      |
| 5   | V       | Cristian Chivu     |
| 6   | V       | Hatem Trabelsi     |
| 7   | M       | Andy van der Meyde |
| 8   | M       | Jan van Halst      |
| 9   | A       | Zlatan Ibrahimović |
| 10  | M       | Richard Knopper    |
| 11  | A       | Mido               |
| 12  | DM      | Joey Didulica      |
| 13  | V       | Maxwell            |

| No. | Positie | Speler               |
| --- | ------- | -------------------- |
| 14  | V       | Tim de Cler          |
| 16  | V       | Petri Pasanen        |
| 17  | A       | Wamberto             |
| 18  | V       | John O'Brien         |
| 19  | A       | Nikos Machlas        |
| 20  | A       | Cedric van der Gun   |
| 21  | V       | John Heitinga        |
| 22  | M       | Abubakari Yakubu     |
| 23  | M       | Rafael van der Vaart |
| 25  | A       | Pius Ikedia          |
| 26  | M       | Daniel Cruz          |
| 27  | M       | Steven Pienaar       |
| 31  | DM      | Maarten Stekelenburg |

## Topscorers
Legenda
- Doelpunt

Er wordt steeds de top 3 weergegeven van elke competitie.

### Eredivisie
| Plek | Speler               |    |
| ---- | -------------------- | -- |
| 1.   | Rafael van der Vaart | 14 |
| 2.   | Nikos Machlas        | 12 |
| 2.   | Mido                 | 12 |

### Amstel Cup
| Plek | Speler               |   |
| ---- | -------------------- | - |
| 1.   | Wamberto             | 3 |
| 2.   | Zlatan Ibrahimović   | 2 |
| 2.   | Nikos Machlas        | 2 |
| 2.   | Andy van der Meyde   | 2 |
| 2.   | Rafael van der Vaart | 2 |

### Europa
| Plek | Speler               |   |
| ---- | -------------------- | - |
| 1.   | Zlatan Ibrahimović   | 2 |
| 1.   | Wamberto             | 2 |
| 3.   | Sjota Arveladze      | 1 |
| 3.   | Nikos Machlas        | 1 |
| 3.   | Rafael van der Vaart | 1 |

### Overall
| Plek | Speler               |    |
| ---- | -------------------- | -- |
| 1.   | Rafael van der Vaart | 17 |
| 2.   | Nikos Machlas        | 15 |
| 3.   | Wamberto             | 14 |

1900—1911 · 1911/12 · 1912—1954 · 1954/55 · 1955/56 · 1956/57 · 1957—1970 · 1970/71 · 1971/72 · 1972—1994 · 1994/95 · 1995—1998 · 1998/99 · 1999/00 · 2000/01 · 2001/02 · 2002/03 · 2003/04 · 2004/05 · 2005/06 · 2006/07 · 2007/08 · 2008/09 · 2009/10 · 2010/11 · 2011/12 · 2012/13 · 2013/14 · 2014/15 · 2015/16 · 2016/17 · 2017/18 · 2018/19 · 2019/20 · 2020/21 · 2021/22 · 2022/23 · 2023/24 · 2024/25
Ajax · 
AZ · 
De Graafschap · 
FC Den Bosch · 
Feyenoord · 
Fortuna Sittard · 
FC Groningen · 
sc Heerenveen · 
NAC Breda · 
NEC · 
PSV · 
RKC · 
Roda JC · 
Sparta · 
FC Twente · 
FC Utrecht · 
Vitesse · 
Willem II